# 110702 Titostagno
110702 Titostagno este o planetă minoră (asteroid), cu un diametru de 5,508 km, din centura de asteroizi. A fost descoperită pe 13 octombrie 2001 la  de  și a fost numită după Tito Stagno⁠(d). 
Obiectul prezintă o orbită caracterizată de o semiaxă mare de 2,6853533970944 UAi, o excentricitate de 0,24114265817698, o înclinație de 15,472129894963 ° în raport cu ecliptica.